# ماشانتاکت پیکوات ترایب
ماشانتاکت پیکوات ترایب (به انگلیسی: Mashantucket Pequot Tribe) یک حوزه سرشماری در ایالات متحده آمریکا است که در کنتیکت واقع شده‌است.